# 941-es busz (Pécs)
A pécsi 941-es jelzésű autóbusz egy éjszakai autóbuszvonal, a járatok jelenleg a Malomvölgyi út - Árpádváros - Trafóház - Malomvölgyi út útvonalon közlekednek.

## Útvonala
| Malomvölgyi út ⇒ Árpádváros ⇒ Malomvölgyi út |
| --- |
| Malomvölgyi út vá. – Malomvölgyi út – Nagy Imre út – Maléter Pál út – Kanizsai Dorottya út – Postavölgyi út – Nagypostavölgyi út – Kincses út – Sztárai Mihály út – Nagy Imre út – Malomvölgyi út – Malomvölgyi út vá. |

## Megállóhelyei
| 941 (Malomvölgyi út → Árpádváros → Malomvölgyi út)                                                                    |                           |                        |
| Perc (↓) | Megállóhely               | Átszállási kapcsolatok |
| 0.10-kor és 0.37-kor Főpályaudvar felől érkező 973-as buszok utazási igény esetén 941-es jelzéssel továbbközlekednek. |                           |                        |
| 0 | Malomvölgyi út végállomás |                        |
| 0 | Derék-réti út             | 973                    |
| 1 | Eszék utca                | 973                    |
| 1 | Várkonyi Nándor utca      |                        |
| 2 | Lahti utca                | 973                    |
| 3 | Krisztina tér             | 973                    |
| 4 | Littke József utca        |                        |
| 5 | Árpádváros                |                        |
| A 0.10-kor induló járat Kiss János utca és Nagyárpád megállót is érinti, ha arra utazási igény jelentkezik.           |                           |                        |
| (+1) | Kiss János utca           |                        |
| (+2) | Nagyárpád                 |                        |
| 6 | Hőtávvezeték              |                        |
| 7 | Kálinger                  |                        |
| 8 | Trafóház                  |                        |
| 11 | Csontváry utca            | 973                    |
| 12 | Eszék utca                | 973                    |
| 13 | Derék-réti út             | 973                    |
| 14 | Malomvölgyi út végállomás | 973                    |
| A 3.19-kor és 3.49-kor érkező járatok innen 973-as jelzéssel közlekednek tovább a Főpályaudvarig.                     |                           |                        |